# Seth Meyers
Seth Adam Meyers (Evanston, 28 dicembre 1973) è un attore, sceneggiatore, conduttore televisivo e umorista statunitense.

## Biografia
È noto per essere stato, tra il 2001 e il 2014, sceneggiatore e attore del Saturday Night Live, di cui è anche divenuto, dopo l'addio di Tina Fey, capo-scrittore e conduttore del segmento Weekend Update, sia come solista per che affiancato da Amy Poehler e Cecily Strong . Dal 24 febbraio 2014 conduce il Late Night with Seth Meyers per la NBC, show creato nel 1982 da David Letterman e un tempo condotto da Conan O'Brien e Jimmy Fallon. 
Ha partecipato a quattro edizioni dei premi Golden Globe e ne ha presentato l'edizione del 2018. Ha presentato i Premi Emmy 2014. Ha creato e sceneggiato la serie tv comico-documentaristica Documentary Now! assieme a Bill Hader e Fred Armisen.

## Filmografia

### Attore
- Saturday Night Live (2001-2014) 253 episodi , anche sceneggiatore e capo-scrittore
- Spin City - serie TV, 1 episodio (2001)
- See This Movie, regia di David M. Rosenthal (2004)
- Maestro - corto, regia di Doug Stradley (2004)
- Thunder Road - corto, regia di Doug Stradley (2004)
- Perception, regia di Irving Schwartz (2005)
- The Adventures of Big Handsome Guy and His Little Friend - corto, regia di Jason Winer (2005)
- American Dreamz, regia di Paul Weitz (2006)
- Viaggio al centro della Terra (Journey to the Center of the Earth), regia di Eric Brevig (2008)
- Nick & Norah - Tutto accadde in una notte (Nick and Norah's Infinite Playlist), regia di Peter Sollett (2008)
- Spring Breakdown, regia di Ryan Shiraki (2009)
- Ma come fa a far tutto? (I Don't Know How She Does It), regia di Douglas McGrath (2011)
- Capodanno a New York (New Year's Eve), regia di Garry Marshall (2011)
- The Mindy Project - serie TV, 1 episodio (2012)
- The Office - serie TV, 1 episodio (2013)
- Portlandia (serie televisiva) (2015), 1 episodio
- E poi c'è Katherine (Late Night), regia di Nisha Ganatra (2019)
- Bros, regia di Nicholas Stoller (2022)

### Sceneggiatore e attore o presentatore
- Saturday Night Live (2001-2014) 253 episodi, capo scrittore dal 2005 al 2014, presentatore del segmento Weekend Update dal 2006 al 2014
- White House Correspondents' Dinner (2011)
- The Awesomes - webserie animata (2013 - in produzione)
- Late Night with Seth Meyers (2014 - in produzione)
- Golden Globe 2013, Golden Globe 2014, Golden Globe 2015 (2013-2014-2015), come membro degli sceneggiatori
- Premi Emmy 2014 (2014), anche presentatore e capo scrittore
- Documentary Now! serie TV, 12 episodi (2015-in corso), di cui anche creatore
- Golden Globe 2018 (2018), anche presentatore e capo scrittore

### Produttore
- A.P. Bio – serie TV (2018-in corso)